# Химкинский троллейбус
Химкинский троллейбус — пригородно-городская троллейбусная система в городе Химки, действующая с 24 апреля 1997 года. Вторая после Великого Новгорода троллейбусная система в России, открытая после распада СССР. Управляется МУП «Химкиэлектротранс» (ХЭТ).
В настоящее время работают 3 маршрута — городской № 1 от улицы Дружбы до стадиона «Родина», и два междугородных до Москвы — № 202 от улицы Дружбы до станции метро «Планерная», и № 203, от стадиона «Родина» до станции метро «Планерная».
После закрытия троллейбусного движения в Москве 25 августа 2020 года маршруты № 202 и № 203 стали последними регулярными троллейбусными маршрутами, проходящими по территории Москвы (если не считать музейного маршрута, пущенного 4 сентября 2020 года). Длина контактной сети в однопутном исчислении составляет 18 км, эксплуатационная длина линий около 8,9 км; энергоснабжение осуществляется от трёх тяговых подстанций.

## История

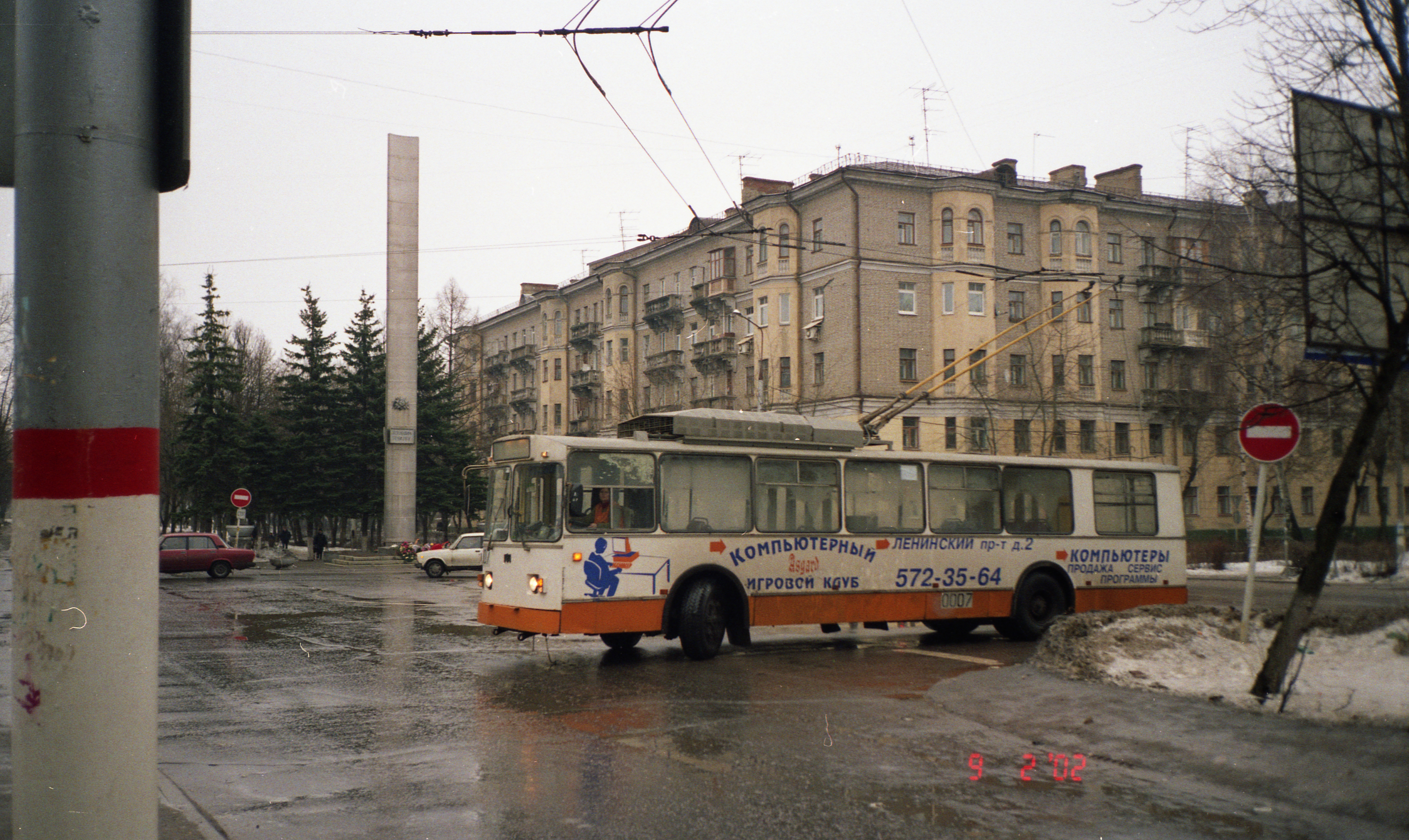
АКСМ-101А в оригинальной окраске на кольце Площадь Победы (2002)

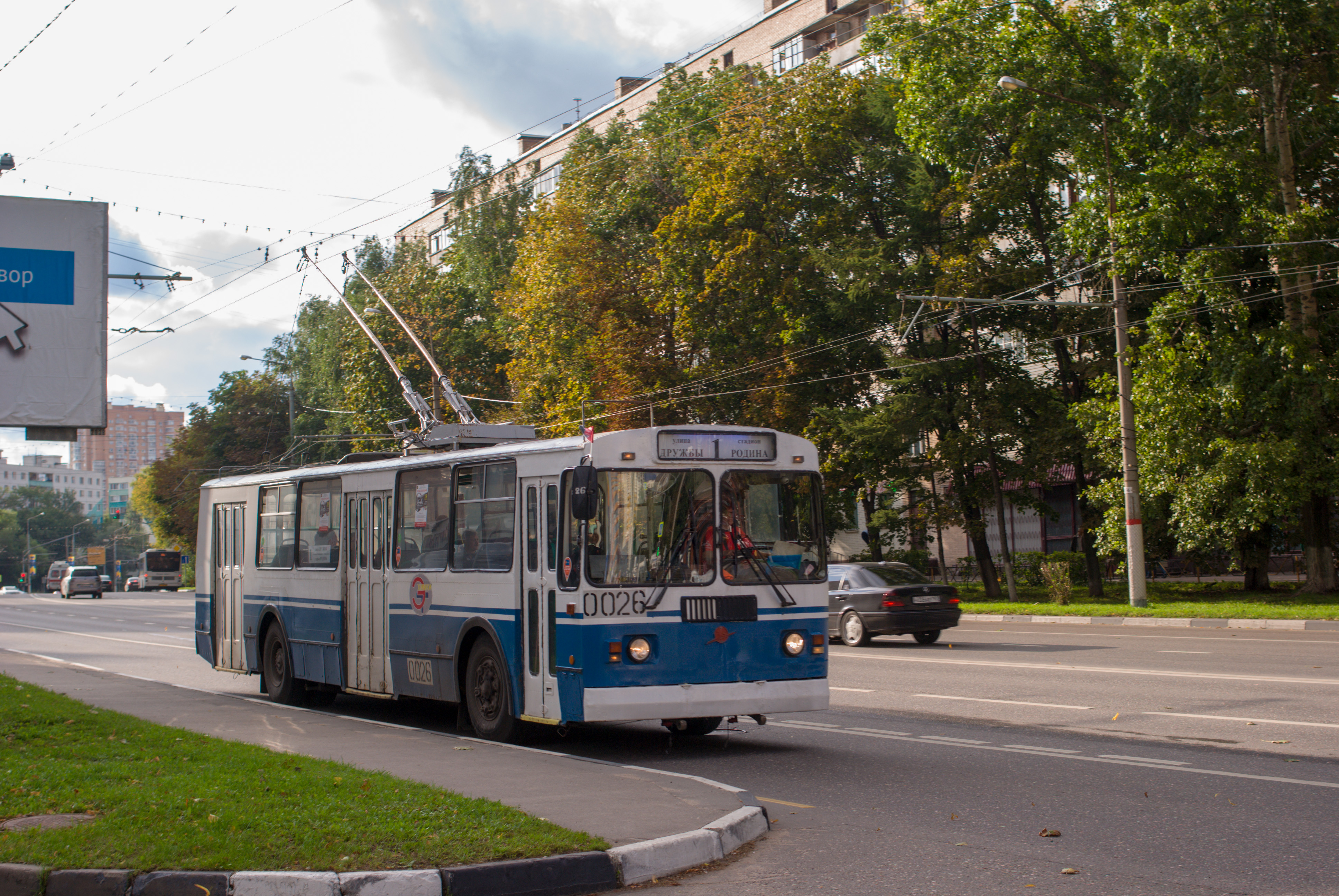
ЗиУ-682Г-016 (018) на Юбилейном проспекте (2019)

Строительство первой троллейбусной линии в подмосковных Химках, соединяющей одноимённую станцию Ленинградского направления с новыми жилыми массивами на северо-западе, было начато в конце 1994 года. По причине финансовых трудностей уже в начале следующего года работы по монтажу контактной сети по обозначенной трассе следования были приостановлены и возобновились лишь летом 1996 года. Новая линия прошла по Юбилейному проспекту, улице Маяковского, проспекту Мира до площади Победы. Также был построен служебный разворот под путепроводом через Октябрьскую железную дорогу со стороны улицы Маяковского неподалёку от железнодорожной станции. Депо построено недалеко от западной конечной на улице Дружбы. В пробном режиме линия была открыта 20 сентября 1996 года, а официальный запуск маршрута № 1 состоялся 24 апреля 1997 года. 7 сентября 2006 года маршрут продлён до стадиона «Родина».
22 сентября 2001 года был открыт маршрут № 2, прошедший по существующей линии до пересечения с улицей Строителей, а далее по новой линии в направлении в Москвы до станции метро «Планерная», став таким образом первым в новейшей истории России межсубъектным троллейбусным маршрутом. 1 января 2005 года маршруту был присвоен № 22, поскольку пригородные маршруты общественного транспорта в Подмосковье принято обозначать номерами от 20 и выше, но ровно через полгода был повторно перенумерован в № 202, что связано с работой в Москве троллейбусного маршрута № 22 (закрыт 3 августа 2020 года).
21 марта 2009 года линия до кольца «Метро Планерная» была укорочена на 300 метров в связи с его переносом под здание строившегося одноимённого ТПУ.
Через некоторое время произошла реорганизация работы общественного транспорта в районе ТПУ «Планерная». В результате областным перевозчикам стало запрещено осуществлять одновременную высадку и посадку пассажиров на остановке под крышей ТПУ, на ней стала осуществляться только высадка пассажиров из троллейбусов и автобусов. Посадка пассажиров стала осуществляться со следующей по ходу движения остановки «Детская поликлиника», но на ней по умолчанию кондуктор выдаёт билет с пунктом отправления «Метро Планерная». До реорганизации троллейбусы останавливались максимально близко к метро.
2 сентября 2009 года был открыт маршрут № 203, соединивший стадион «Родина» со станцией метро «Планерная». Его запуск стал возможным благодаря организации новых стрелок и пересечений при движении на улицу Строителей со стороны стадиона «Родина», а также равномерному перераспределению подвижного состава и корректировке интервалов движения.
С ноября 2018 года на внутригородском маршруте № 1 стали работать электробусы с динамической подзарядкой, а в ночь 31 декабря 2018 на 1 января 2019 года впервые в своей истории работал круглосуточно.
В конце 2020 года в Химки прибыло 17 троллейбусов из Москвы, параллельно МУП «Химкиэлектротранс» начало перекрашивать некоторые троллейбусы в брендовую расцветку «Наше Подмосковье». В сентябре 2021 года на линию вышли первые две машины, подаренные Москвой.

## Маршруты
- 1: Улица Дружбы — Стадион «Родина». Работает ежедневно с 5:13 до 0:58.
- 202: Улица Дружбы —  Планерная. До 31 декабря 2004 года — № 2, с 1 января по 31 мая 2005 года ― № 22. Работает ежедневно с 5:30 до 0:32.
- 203: Стадион «Родина» —  Планерная. Работает ежедневно с 5:30 до 0:39. Первые и закрывающие рейсы выполняются по маршруту № 1.

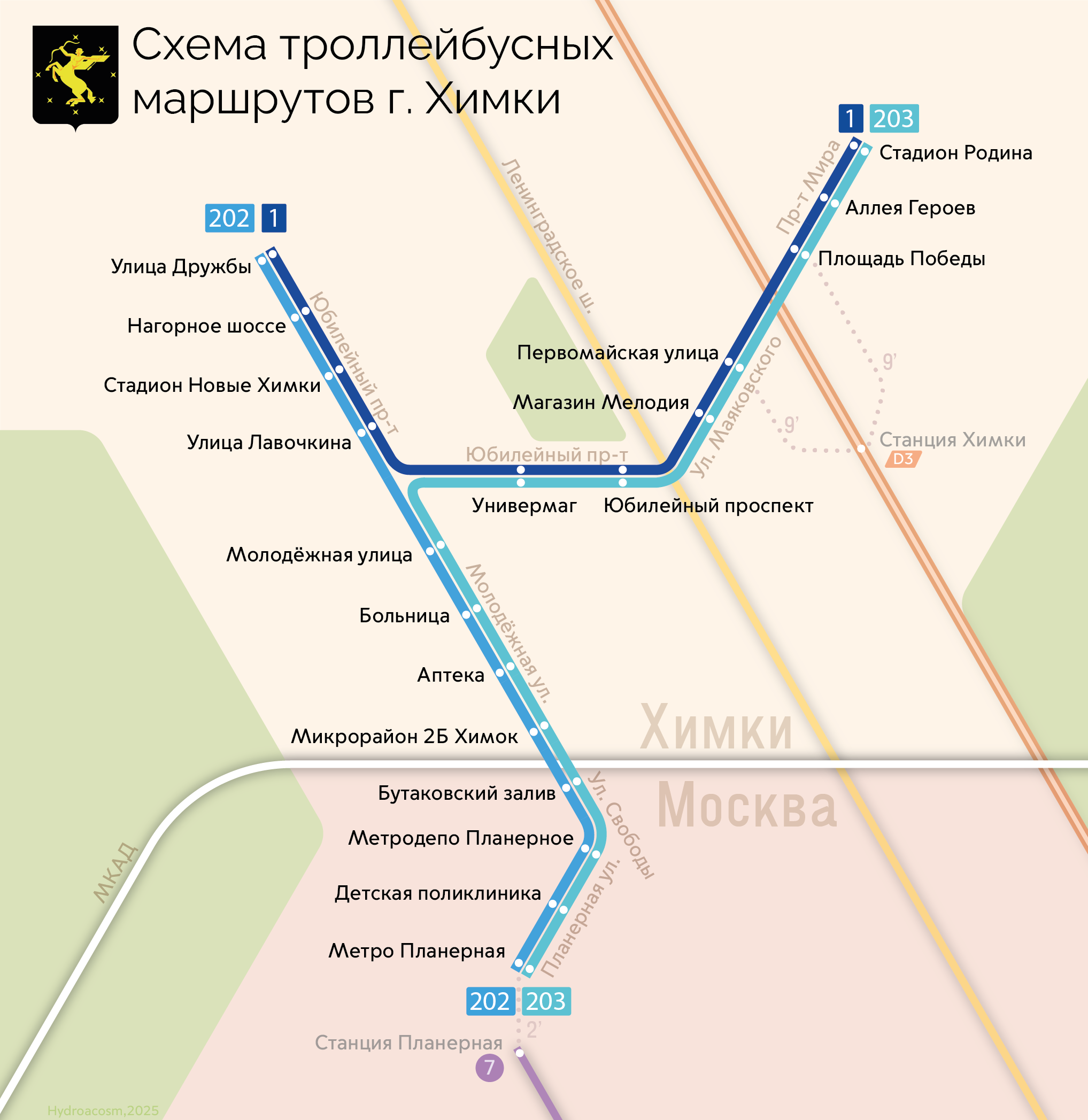
Схема Троллейбусных маршрутов г. Химки

Выпуск на маршруты составляет 22 троллейбуса по рабочим дням и 20 — по выходным.

## Особенности
- В троллейбусах всегда размещалась печатная информация только о спортивных мероприятиях, политическая реклама никогда не применялась, коммерческая несколько лет размещалась в виде сообщений через голосовой информатор (в конце 2000-х была прекращена по причине навязчивости и неэффективности). С сезона 2019/2020 в троллейбусах возобновлено размещение рекламы домашних матчей ФК «Химки»;
- После 23:00 и до закрытия движения маршруты 202 и 203 постоянно работают по уличному расписанию. Последние троллейбусы маршрутов № 202 и 203 отправляются от метро «Планерная» в 0:55 и 1:09 соответственно. Часть утренних и вечерних рейсов маршрута № 1 выполняется троллейбусным маршрутом № 203, следующими из парка и в парк.

### Автобусные маршруты предприятия
До 2019 года МУП «Химкиэлектротранс» также обслуживало 5 автобусных маршрутов на территории Химкинского городского округа, нигде не пересекающихся с действующей троллейбусной сетью. В 2018 году был проведён аукцион на проведение перевозок по маршрутам № 202 и 203, где конкурентом для ХЭТ была автобусная компания «Ранд-Транс», однако победа ХЭТ по дополнительным показателям позволила сохранить единственную в России межсубъектную троллейбусную линию минимум до 31 декабря 2026 года.

## Оплата проезда
Действуют две тарифные зоны — Химкинская (до остановки Бутаковский залив) и Московская (от Бутаковского залива и до  Планерная). Оплатить проезд можно следующими способами:
— транспортной картой «Стрелка» «Тройка» и банковской картой, тариф за поездку внутри Химок — 54 рубля, до Москвы — 57 рублей 
Действие всех льгот и скидок сохраняется. Оплату проезда принимают кондукторы и водители. Штраф за безбилетный проезд — 1000 рублей.
В июле 2020 года начат эксперимент по установке валидаторов в низкопольных троллейбусах № 0031 и 0034 маршрута № 1, который предусматривает бескондукторное обслуживание пассажиров и работу билетных инспекторов на маршруте. В случае успеха МУП «Химкиэлектротранс» намеревалось отказаться от кондукторной системы на своих маршрутах в первой половине 2021 года. Впоследствии это решение было изменено в силу необходимости закупки новых ручных валидаторов в рамках поэтапного внедрения Московской карты «Тройка» на общественном транспорте Московской области, а также в связи с нецелесообразностью установки стационарных валидаторов на троллейбусы устаревших моделей ЗиУ-682Г. Также в троллейбусе 0037 установлены жёлтые, бывшие московские, валидаторы.

## Перспективы
В 2000-х годах существовал проект строительства линии в московский район Куркино, а также строительство связи троллейбусных сетей Химок и Москвы по улице Свободы. Стыковка троллейбусных сетей Москвы и Химок была отменена в середине 2000-х в связи с отсутствием возможности разделить ответственность между Мосгортрансом и ХЭТ за оплату энергоснабжения.
В ближайших планах — полное сокращение парка высокопольных троллейбусов за счёт низкопольных машин, подаренных Москвой в конце 2020 года.

## Подвижной состав
По состоянию на октябрь 2024 года в Химках эксплуатируются троллейбусы моделей:
| Модель                     | Кол-во машин |
| -------------------------- | ------------ |
| ЗиУ-682Г-016.05            | 6            |
| ЗиУ-682Г-016 [Г0М]         | 2            |
| ЗиУ-682Г-016 (018)         | 1            |
| ТролЗа-5265.00 «Мегаполис» | 7            |
| ВМЗ-5298.01 «Авангард»     | 2            |
| ЗиУ-682КР «Иваново»        | 1            |
| ТролЗа-5265.08 «Мегаполис» | 1            |
| ТролЗа-5265.02 «Мегаполис» | 1            |
| БКМ 321                    | 12           |
| Всего                      | 36           |

В прошлом эксплуатировались модели:
- ЗиУ-682В [В00] (1997—2003),
- АКСМ-101А (1996—2004),
- АКСМ-101ПС (1998—2005),
- ЗиУ-682Г-012 [Г0А] (1998—2010),
- ЗиУ-682ГН (2001—2009),
- ЗиУ-682Г-018 [Г0Р] (2004—2011).

## В массовой культуре
- Один из троллейбусов — № 0022 был перекрашен специально для съёмок фильма «Чикатило»[10].
- На территории троллейбусного парка снималась сцена первой серии фильма «Слово пацана. Кровь на асфальте». Для съёмок был задействован троллейбус ЗиУ-682Г № 0018[11][12].